# Sofia Holsjanska
Sofia Holsjanska, Wit-Russisch: Соф'я Гальшанская, Litouws: Sofija Alšėniškė (?, 1405 — Krakau, 21 september 1461) was een dochter van Andreas Holsjanski, zelf een schoonbroer van de Litouwse grootvorst Vytautas de Grote, die een huwelijk arrangeerde van zijn nicht met Wladislaus II Jagiello van Polen. Wladislaus II was op dat moment al 71 jaar, toen hij in 1422 huwde met Sophia, zijn vierde echtgenote, die toen 17 was. Het huwelijk vond plaats in Nawahradak. Zij schonk haar echtgenoot uiteindelijk de lang verwachte mannelijke erfgenamen:
- Wladislaus III (1424-1444)
- Casimir IV (1427-1492).

Oorspronkelijk was er tegenstand van de Poolse adel om Sophia's zonen als erfgenamen van de Poolse troon te aanvaarden. Wladislaus II deed hun verschillende toezeggingen in ruil voor een erkenning.
Sophia steunde de vertaling van de Bijbel naar het Pools (1453–1461).